# Herbert Wadsack
Herbert Wadsack (* 19. Februar 1912 in Knittelfeld, Steiermark; † 15. Juli 2004 in Wien) war ein österreichischer Schriftsteller.

## Leben
Von 1941 bis 1945 leistete Herbert Wadsack Dienst bei der Wehrmacht und geriet in Kriegsgefangenschaft. Im Jahr 1947 übersiedelte er nach Floridsdorf. Von 1947 bis 1957 war er Fabriksarbeiter, von 1957 bis 1972 Bibliothekar der Wiener Städtischen Büchereien. 
Wadsack erhielt 1984 das Silberne Ehrenzeichen für Verdienste um die Republik Österreich und war Mitglied des Österreichischen Schriftstellerverbandes und des PEN-Clubs.

## Werke
- Die vor uns sterben. Gedichte. Alduspresse, Wien 1946.
- Gewaltige Fuge des Lebens. Gedichte. Bergland, Wien 1966.
- A-To-Nal. Heimatland, Wien 1982.
- Bescheidenes Massaker. Kurzprosa aus dreißig Jahren. Edition Freibord, Wien 1995.
- Das Gedichtwerk. Mit einem Essay von Karl Bednarik. Herausgegeben von Roman Rocek. Edition Triglav, Wien 1995.